# Pont-de-Buis-lès-Quimerch

Pont-de-Buis-lès-Quimerch este o comună în departamentul Finistère, Franța. În 1 ianuarie 2022 avea o populație de 3.571 de locuitori.